# Dag den vise

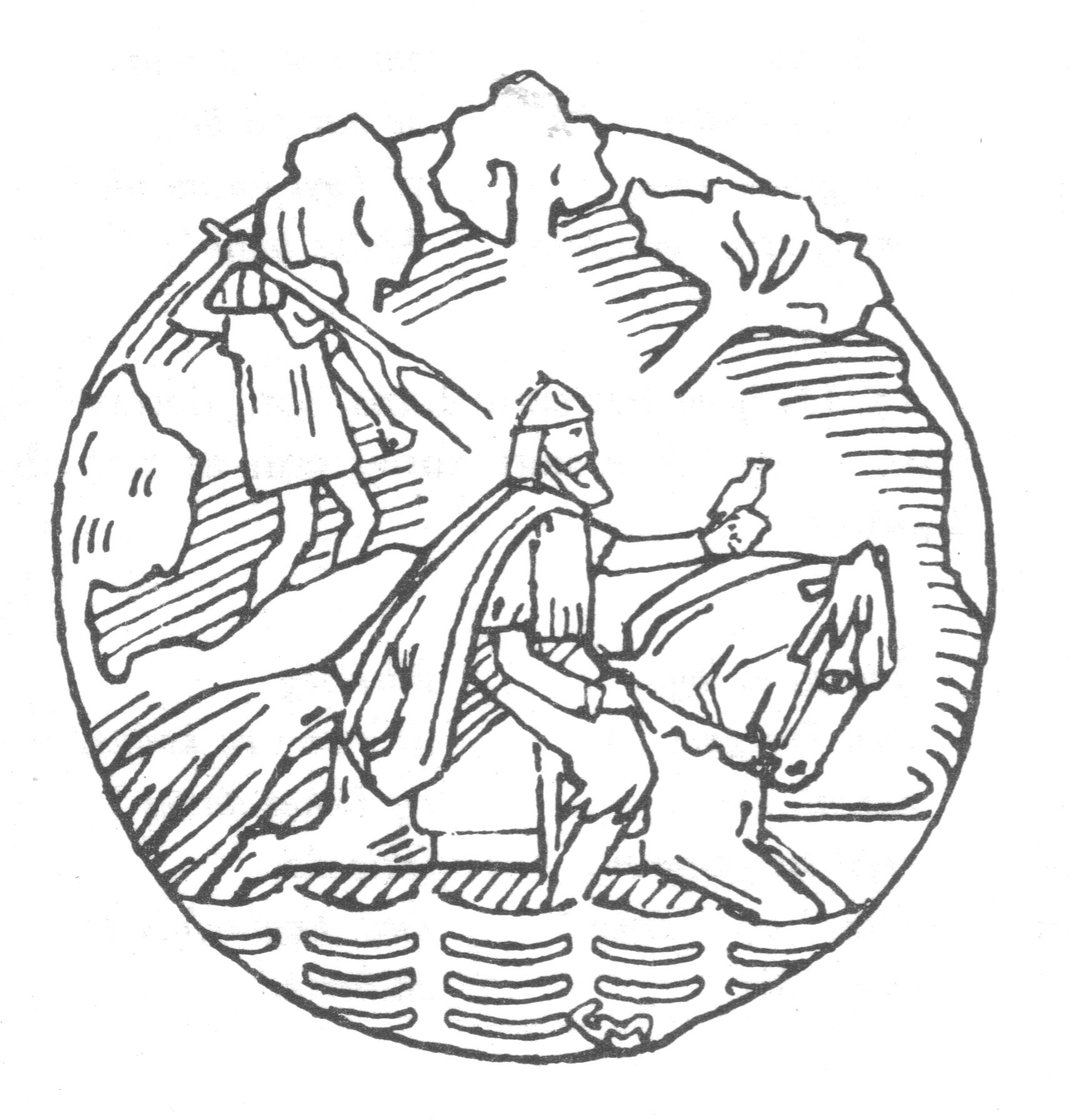
Dag med sin sparv, såsom Gerhard Munthe föreställde sig dem på 1890-talet.

Dag den vise, på isländska Dagr hinn spaki eller Dagr spaka, är en mytologisk svensk sagokung. Enligt Ynglingatal och Ynglingasagan tillhörde han Ynglingaätten och var kung av Svitjod. Han var son till Dyggve.
Dag sades kunna förstå fågelsång, och hade tam sparv som flög vida omkring och kom tillbaka med nyheter. En dag flög sparven till Reidgotaland där den blev dödad medan den pickade säd i ett fält vid gården Vörve. Förlusten av sparven tog Dag hårt, och efter att ha blotat en galt fick han reda på vad som hänt. Dag bestämde sig för att hämnas sin fågel och angrep Varra i Reidgotaland, och tog många fångar. När han skulle vända åter blev han dock dödad av en träl som slängde en hötjuga mot honom. Han efterträddes av sin son Agne Skjalfarbonde.